# كاميرون كيري
كاميرون كيري (بالإنجليزية: Cameron Kerry)‏ كاميرون فوربس كيري (ولد في 6 سبتمبر 1950) هو سياسي أميركي. الشقيق الاصغر المقرب من السياسي جون فوربس كيري والمستشار العام لوزارة التجارة الأمريكية. [1] تم تعيينه وزيرا للتجارة في 1 يونيو 2013، [2] واستأنف العمل في منصبه كمستشار عام يوم 26 يونيو 2013، عندما أدى اليمين الدستورية بيني بريتزكر في منصب وزير 38 من التجارة. هو محامي من الولايات المتحدة الأمريكية . تولى منصب وزير تجارة الولايات المتحدة (2013–2013) .
وهو عضو في الحزب الديمقراطي الأمريكي .

## التعليم
تعلم في كلية هارفارد، وجامعة هارفارد.
| المناصب السياسية  | المناصب السياسية                        | المناصب السياسية  |
| ----------------- | --------------------------------------- | ----------------- |
| سبقه ريبيكا بلانك | وزير تجارة الولايات المتحدة 2013 - 2013 | تبعه بيني بريتزكر |